# Yvonne Treviño Hayek
Yvonne Alejandra Treviño Hayek (Monterrey, Nuevo León, México - 8 de marzo de 1989) es una atleta mexicana especializada en salto de longitud. Formó parte de la delegación mexicana en los Juegos Olímpicos de Río de Janeiro 2016 y en 2016 era campeona nacional en su disciplina.

## Biografía
Yvonne Treviño Hayek nació y creció en la ciudad de Monterrey. Inició en el atletismo a los 8 años. Entrena en Houston con Kyle Tellez y Drew Fucci. Es sobrina tercera de la actriz Salma Hayek.

## Carrera deportiva
Obtuvo en 2007 en el Campeonato Nacional de Atletismo celebrado en Morelia su primera medalla, de bronce, al lograr 5.77 metros. Al siguiente año obtuvo bronce con 6.03 metros en el Campeonato Nacional de Atletismo de 2008 ocurrido en Monterrey. Treviño sumaría un tercer bronce en San José del Cabo, en 2010. En esta misma justa se convertiría en campeona nacional con medalla de oro en las justas celebradas en la Ciudad de México (2011), Zapopan (2013) y Monterrey (2016).
En los Juegos Panamericanos de 2011 obtuvo noveno lugar con un salto de 6.18 metros. El 15 de enero de 2016 Treviño rompió récord mexicano con una marca de 6.37 metros en salto de longitud. Dicha marca fue establecida en el Leonald Hilton Memorial Invitational, evento de atletismo en Houston.

## Trayectoria
La trayectoria deportiva de Yvonne Treviño Hayek se identifica por su participación en los siguientes eventos nacionales e internacionales:

## Juegos Centroamericanos y del Caribe
Puerto Rico 2011
- , Medalla de bronce: Salto de longitud

## Juegos Panamericanos
(XVI) Guadalajara 2011
- 9.º lugar: salto de longitud

Campeonato Nacional de juegos Panamericanos México 2011
- , Medalla de oro: Salto de longitud

## Otras competencias

### Campeonato Nacional de Atletismo

#### México 2008
- , Medalla de plata: Salto de longitud

Mexico 2011
- , Medalla de oro: Salto de longitud

Mexico 2013
- , Medalla de oro: Salto de longitud

Mexico 2016
- , Medalla de oro: Salto de longitud (Récord Mexicano)

### Competencia Nacional Juvenil
Mexico 2010
- , Medalla de oro: Salto de longitud

Mexico 2011
- , Medalla de oro: Salto de longitud

Mexico 2012
- , Medalla de oro: Salto de longitud

### North America, Central and Caribbean Championships
Miami Florida 2010
- 5.º lugar: Salto de longitud

### National Students Sports Commission Championships
Mexico 2012
- , Medalla de oro: Salto de longitud

### Campeonato Nacional Universitario
Mexico 2011
- , Medalla de oro: Salto de longitud

## Reconocimientos
- Mejor Atleta Femenil 2010 (San Pedro, Nuevo León, México)

- Mejor Atleta Femenil 2011 (San Pedro, Nuevo León, México)

- Mejor Atleta Femenil 2012 (CONADEIP)